# Dějiny Prahy
Tento článek pojednává o dějinách Prahy od dob bájných sídlišť až do současnosti.

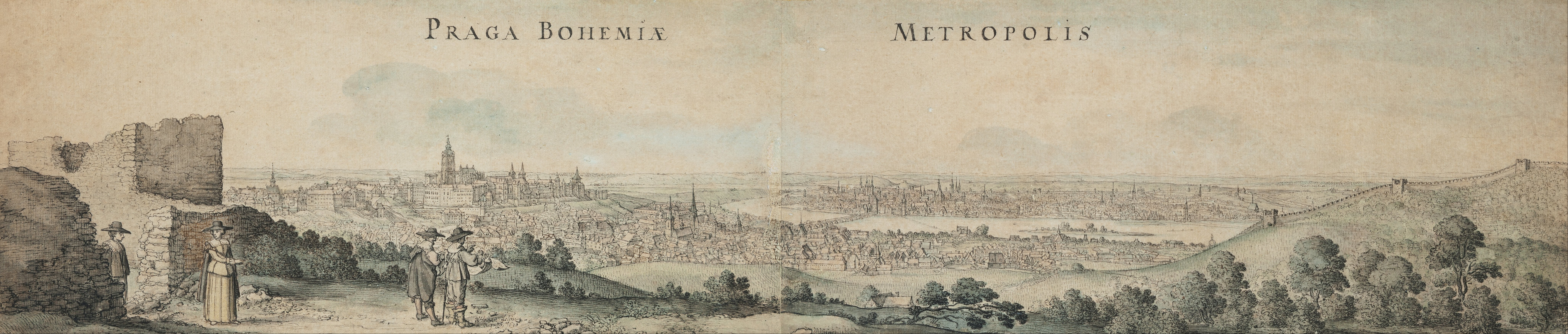
Václav Hollar vytvořil pohled na Prahu podle svých kreseb z návštěvy v roce 1636

Folbert van Alten-Allen, Pohled na Prahu roku 1686

Praha se stala významným centrem na konci 9. století, kdy si ji volí za sídlo Přemyslovci, kteří začali budovat české knížectví. Rozvíjející se podhradí na obou březích Vltavy obklopující přemyslovské hradiště a později hrad se ve 13. století proměnilo na opevněné vrcholně středověké město. Rozšíření a všestranného rozvoje se Praze dostalo za vlády Karla IV., kdy se stává hlavním městem římské říše. Zcela jiný význam nabyla Praha za husitských bouří, kdy pražský svaz byl jednou z nejdůležitějších politických stran v zemi.
Nabyté postavení Praha na počátku novověku opět ztratila, hospodářské výhody vůči šlechtě (1517 svatováclavská smlouva) a zejména politicky po neúspěšném stavovském povstání 1547. Kulturně se však město rozvíjelo, zejména v době panování uměnímilovného Rudolfa II., kdy se opět stala hlavním městem říše. V průběhu třicetileté války a době pobělohorské Praha poklesla na úroveň provinčního města, kde panovník sídlí jen výjimečně. Současně však přichází nový, barokní sloh, který ve své vrcholné zdomácnělé podobě proměnil tvář města a obohatil jej o řadu charakteristických památek.
Původní čtyři samostatná historická města byla roku 1784 spojena do královského hlavního města Prahy. Roku 1817 bylo založeno první předměstí, Karlín. Průmyslová revoluce se výrazně projevila r. 1845 prvním nádražím propojující město dráhou s Vídní. Následně v druhé polovině 19. století došlo k prudkému rozvoji pražského osídlení, nově se stavěly nájemní domy, továrny, mosty, kulturní stavby (Národní divadlo), městské vybavení (regulace nábřeží, dláždění, kanalizace, osvětlení). K městu byly připojeny některé nové čtvrti (první r. 1850 Židovské Město), ale nejvíce se rozvíjející části jako Královské Vinohrady, Žižkov a Smíchov zůstávaly samostatnými městy.
Po vzniku republiky byly v roce 1922 obce v rozsáhlém okruhu historického centra spojeny do tzv. Velké Prahy. Následně došlo k proměně provinčního města monarchie v moderní velkoměsto a hlavní město státu. Po druhé světové válce se za vlády komunistické strany se přechází na plánovanou výstavbu zejména sídlišť, ale dochází také k rozvoji dopravy včetně výstavby metra a systematičtější ochraně památek. V několika vlnách se také město rozšiřovalo o nové okrajové části.
Po roce 1989 bylo zapsáno historické centrum na seznam památek UNESCO a dochází k rekonstrukcím a obnově z větší části zanedbaných budov. Kromě toho dochází k intenzivní nové výstavbě, jak zahušťováním stávající zástavby, tak výstavbou mj. satelitních měst na periférii. V dopravě kromě rozšiřování sítě metra a modernizaci železničních tratí čelí Praha rapidně narůstající automobilové dopravě, která je řešena parkovacími zónami a budováním vnitřního a vnějšího okruhu.

## Do roku 1348: středověká Praha

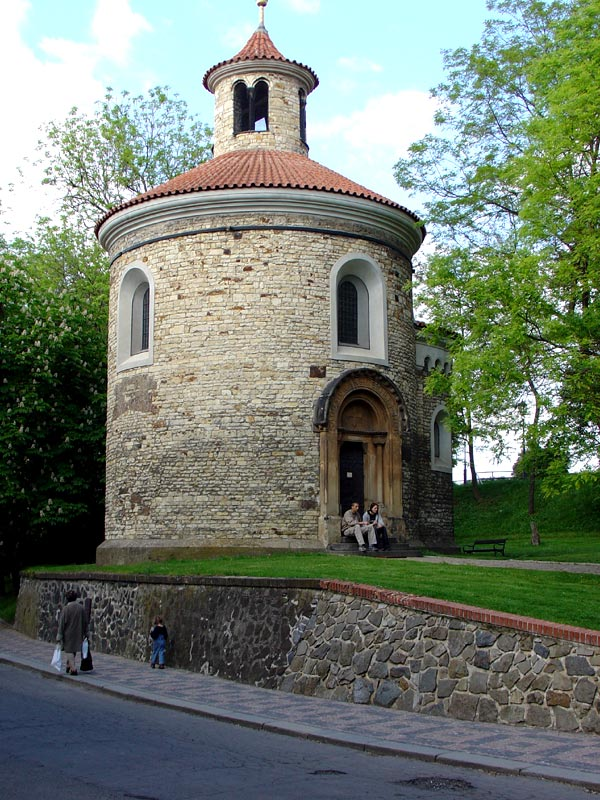
Románská rotunda na Vyšehradě

Nejstarší slovanské osídlení oblastí dnešní Prahy se soustřeďovalo v oblasti dnešního Veleslavína někdy kolem 6. století. Již v roce 885 na hradě vznikl první kostel, zasvěcen byl Panně Marii.
Z 10. století je již doložena obchodnická osada v oblasti dnešní Malé Strany, roku 926 je vybudována rotunda sv. Víta na Pražském hradě, kam jsou následně o dalších 12 let později uloženy ostatky knížete sv. Václava. V druhé polovině téhož století je založen i Vyšehrad. Roste vliv křesťanství; od roku 973 sídlí v Praze i biskupství, spadající pod mohučské arcibiskupství, prvním biskupem saský mnich Dětmar. Začínají se budovat první kláštery (břevnovský klášter, jiřský klášter). V kotlině pod hradem se postupně začínají osady rozrůstat a spojovat v jedno velké město.
V roce 1172 byl dokončen Juditin most. Roku 1230 též Staré Město, po spojení několika menších obcí, obehnaly hradby. V této době vznikají na druhé straně za řekou také i Hradčany. Roku 1338 je založena Staroměstská radnice, roku 1342 je Juditin most stržen povodní. Krátce poté začíná být budován nový most, Karlův. O další dva roky později je pražské biskupství povýšeno na arcibiskupství a zahájena je i výstavba Katedrály svatého Víta.

## 1348–1523: Rozvoj města v časech pozdního středověku
Rok 1348 se do dějin Prahy, ale i celé střední Evropy, zapsal založením první univerzity na sever od Alp a na východ od Rýna. Pražská univerzita, dnes známá jako Univerzita Karlova, vznikla zakládající listinou papeže (bulou) Klementa VI., potvrzenou v Avignonu 26. ledna 1347 a listinou vydanou 7. dubna 1348 králem Karlem IV. v roce

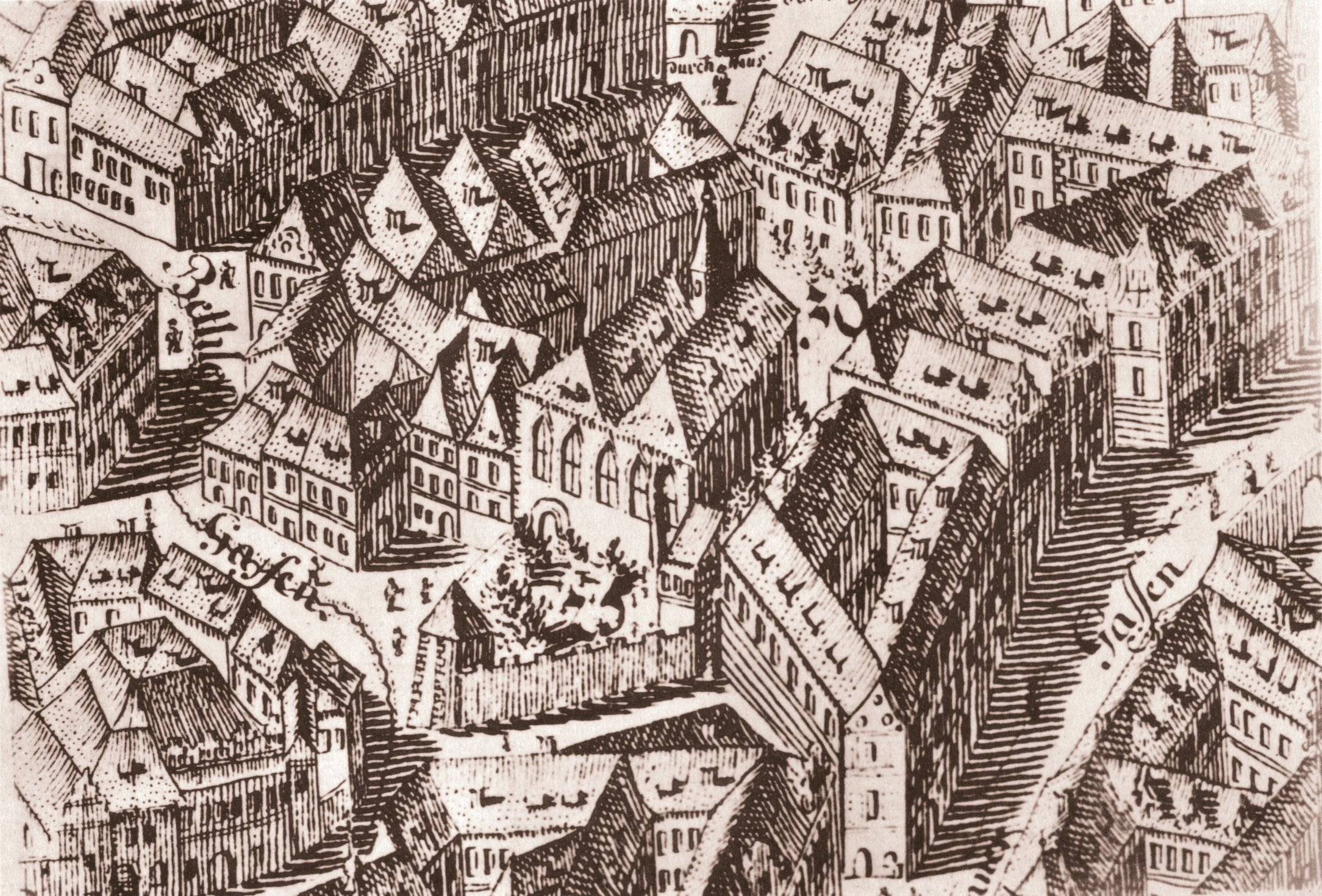
Betlémská kaple na rytině z 18. století

Tím ovšem rozvoj za vlády Karla IV. neskončil. V téže době bylo založeno Nové Město pražské, díky kterému se Praha rozšířila o velký pruh území vedoucí od dnešního Florence až k Vyšehradu a stala se největším městem střední Evropy a celé oblasti na sever od Alp a na východ od Rýna.. Počet obyvatel Prahy však nedosahoval ani poloviny počtu obyvatel jiných velkých měst jakými v té době byly Benátky, Florencie, Milán, Janov, Řím, nebo Paříž.
Přemostění Vltavy byl další významný úkol pražských stavitelů. Starý Juditin most v polovině 14. století velká voda zničila. V roce 1357 tedy Karel IV. zahájil stavbu současného Karlova mostu. V roce 1391 pak byla vybudována Betlémská kaple.
15. století v Praze začalo ve znamení společenského a náboženského napětí. Mnozí lidé nesouhlasili se stavem tehdejší církví, do čela reformního hnutí tehdy stanul Jan Hus. Jeho odsouzení a následné upálení v Kostnici roku 1415 z něj učinilo v očích mnoha Pražanů mučedníka. Husova smrt vyvolala jen další nepokoje a odpor k církevní hierarchii, situace se vystupňovala do té míry, že husité nakonec pražská města roku 1419 zcela ovládli.
Následně král Zikmund Lucemburský vyslal do Prahy první křížovou výpravu, a to již v létě roku 1420, jeho vojska však byla poražena. Husitští Pražané brzy zformovali vlastní politicko-náboženský blok, který razil husitské ideje v celých tehdejších Čechách a v zemi tak vypukla občanská válka. Představitelem husitského uskupení se stal karmelitánský kazatel Jan Želivský. Teprve poražení husitských radikálů bitva u Lipan v roce 1434 vedl k vytouženému míru a stabilizaci poměrů.
Další významnější událostí pak bylo zvolení Jiřího z Poděbrad za krále zemským sněmem na Staroměstské radnici 27. února 1458. I když se snažil být králem utrakvistů i katolíků, náboženské napětí se nedařilo překonat. Katolické zahraničí k českým husitům chovalo silný odpor.

## 1523–1784: Od nástupu Habsburků až k spojení pražských měst

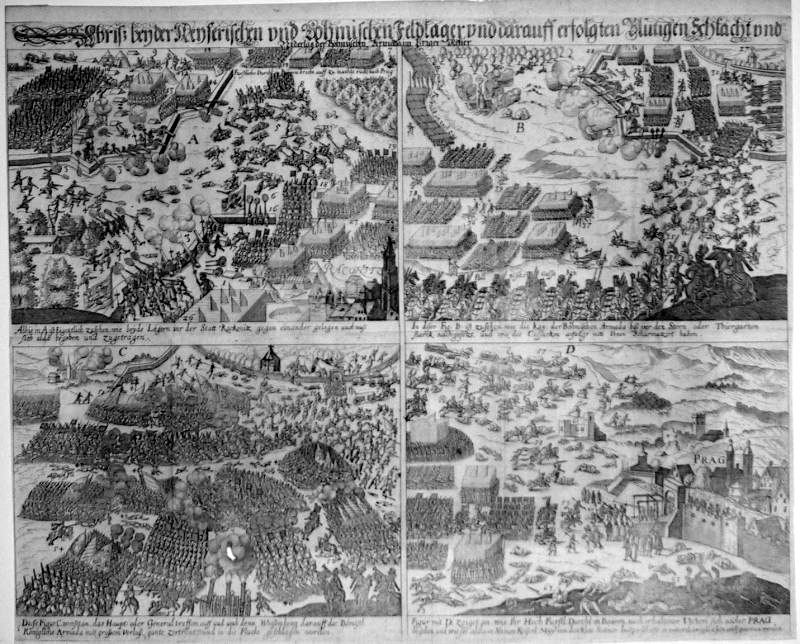
Dobové vyobrazení Bitvy na Bílé Hoře

V Habsburském soustátí byla Praha dlouhou dobu jedním z nejvýznamnějších měst, po nějaký čas také i městem sídelním. Roku 1547 se konal stavovský odboj, který však skončil neúspěšně a odpor proti králi Ferdinandovi I. byl zlomen. Následně byla omezena privilegia města, jeho politická moc i samostatnost.
Roku 1583 zvolil za své sídelní město Prahu císař Rudolf II. Za jeho vlády se ve městě rozvíjela věda i kultura a také i společenský život spolu s vzdělaností (vznikla například škola talmudu v Židovském městě). Postaveno bylo také i mnoho renesančních budov. Vláda Rudolfa II. však skončila roku 1612, o dalších šest let později došlo k dalšímu významnému zvratu. V ten vyústilo odebrání rozsáhlých svobod a náboženských práv garantovaných Rudolfem II. Třetí pražská defenestrace odstartovala české stavovské povstání.
České stavy bojovaly vojensky proti Habsburkům, avšak neuspěly. Po Bitvě na Bílé hoře v listopadu 1620 finálně prohrály. Povstání bylo potlačeno a Habsburská moc opět obnovena. Následující rok v červnu bylo 27 českých pánů z řad stavů vzbouřených proti císaři na Staroměstském náměstí popraveno.

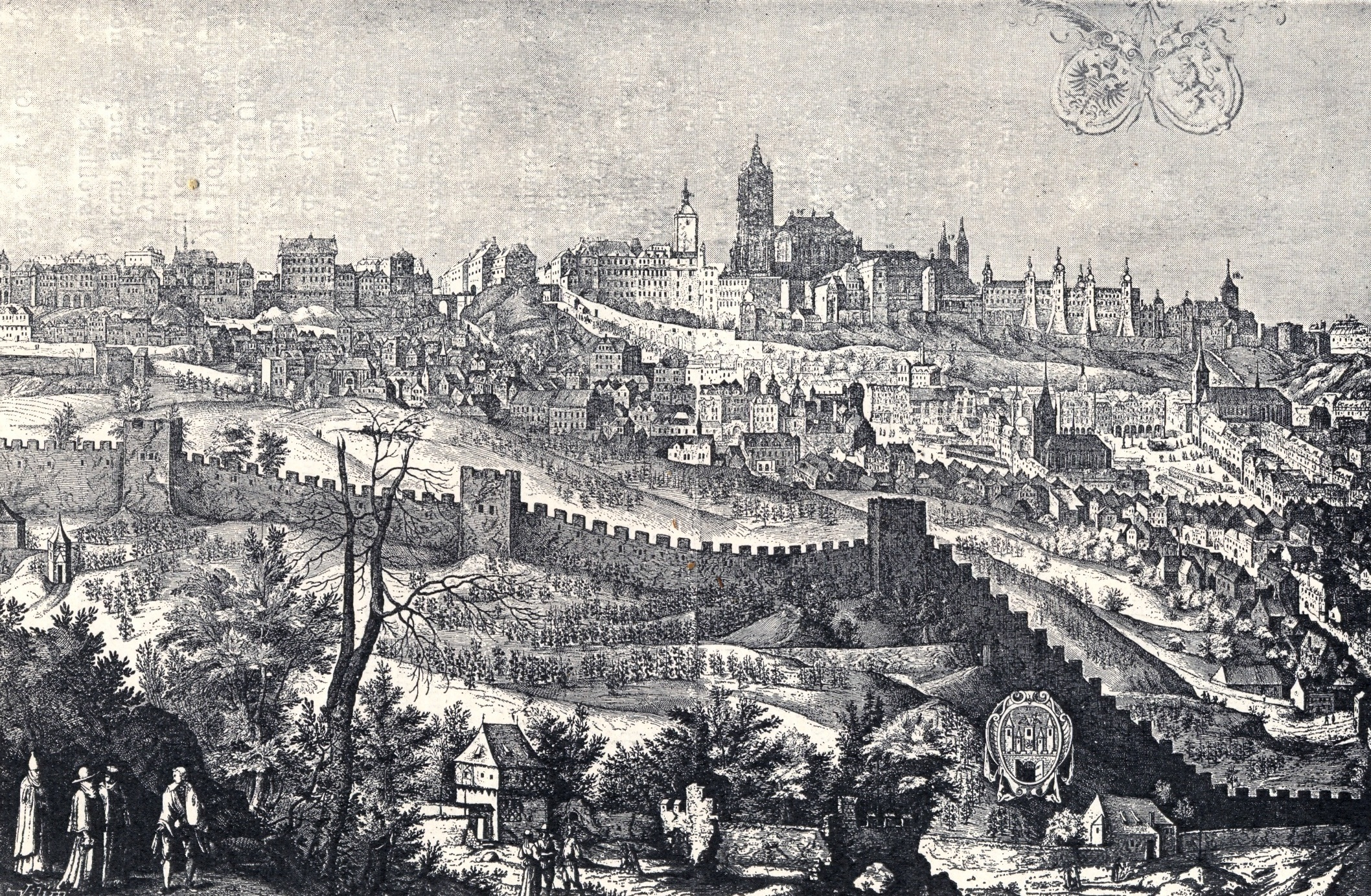
Pražský hrad a Malá Strana roku 1607 od Sadelera

Následná vláda Habsburků v první části třicetileté války vyústila v náboženský teror proti příslušníkům protestantských křesťanských církví, mnoho z nich muselo město opustit. Roku 1627 bylo Ferdinandem II. vyhlášeno Obnovené zřízení zemské. Následně docházelo i k úpadku českého jazyka a germanizaci (hlavně ve školství a na úřadech). Praha jako město ztratila svůj vliv i práva, byla také barokně přestavěna – vznikly hlavně katolické náboženské objekty. Mnoho významných úřadů bylo přesunuto do Vídně a z metropole Čech se stalo jedno z mnoha provinčních měst v Rakousku.
V roce 1648, ke konci třicetileté války, obléhali Prahu Švédové. Město bylo z velké části vydrancováno, Staré a Nové město však nepadlo do rukou nepřítele. Boje nakonec ukončil vestfálský mír.
V roce 1741 během války o rakouské dědictví Prahu obsadila francouzsko-bavorská vojska. O další tři roky později město obsadili Prusové, následně jej pak znovu obléhali v roce 1757.

## 1784–1900: Praha v časech národního obrození a průmyslové revoluce
Významnou událostí v roce 1784 bylo spojení čtyř dosud samostatných pražských měst. V následujícím období na počátku 19. století začala spolu s českým národním obrozením, které se soustředilo hlavně v Praze, éra průmyslové revoluce, během níž se Praha změnila jako nikdy předtím; přibyly nové čtvrti a v průběhu dalších desetiletí rozvoje se nakonec zbourají i hradby.

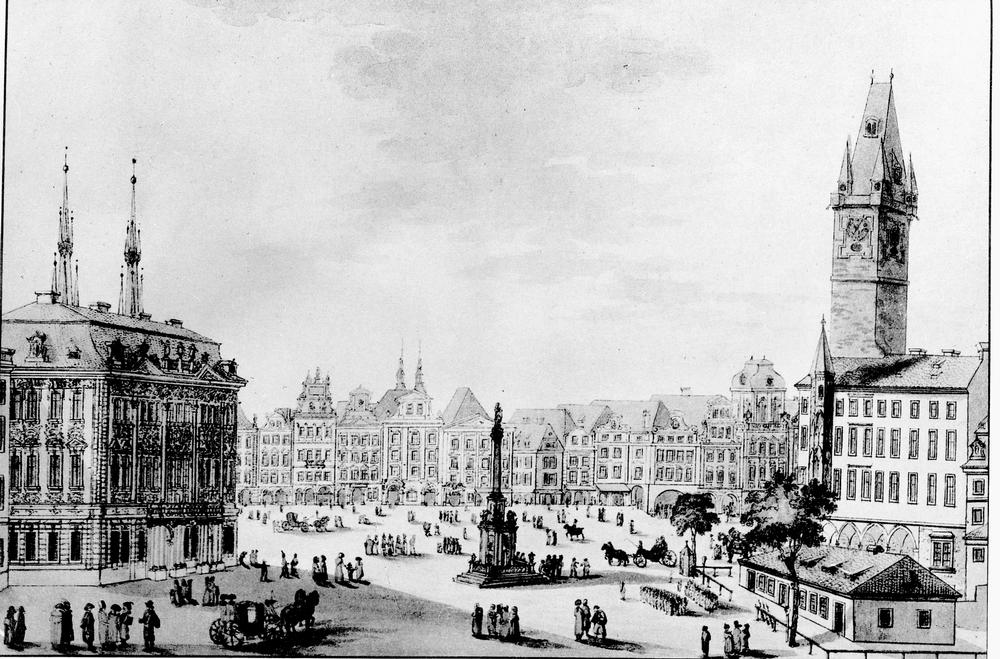
Staroměstské náměstí na přelomu 18. a 19. století

V revolučním roce 1848 se uskutečnilo povstání radikálních demokratů. Praha se tehdy stala jedním z významných radikálních měst v celé Evropě. Tyto nepokoje však potlačilo císařské vojsko v čele s maršálem Alfredem Windischgrätzem.
Díky snaze národních obrozenců však Praha i přes stálý vliv z Vídně nebyla již městem ryze německým.[zdroj⁠?!] Vliv získala česká kultura – byl položen základní kámen k Národnímu divadlu, bylo též vybudováno i Národní muzeum, vznikly i další dnes významné stavby.
Prvním místem, které přišlo o středověké opevnění, se stalo okolí dnešního Národního muzea a Újezda. Vzniklo také druhé pražské nádraží (po Masarykovu), dnes Hlavní, dříve Nádraží dráhy císaře Františka Josefa.

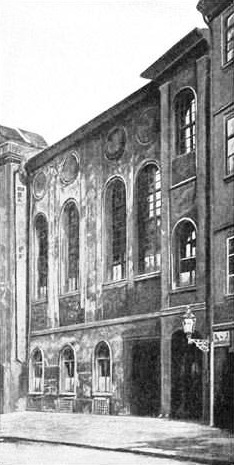
Nová synagoga, zbouraná v roce 1898

První administrativní rozšíření Prahy po několika dlouhých desítkách let se konala v 80. letech 19. století. V roce 1883 byl připojen Vyšehrad, o rok později pak následují Holešovice-Bubny. V roce 1881 bylo s velkou slávou otevřeno Národní divadlo; bylo však zničeno požárem a znovuobnoveno o další dva roky později. Kolem roku 1884 se objevily první plány na regulaci Vltavy v oblasti dnešního Nového města u Palackého mostu, během následujících dvaceti let spolu s asanací Josefova tak velká část historicky cenné části Prahy zcela změnila svůj ráz i charakter.
Roku 1890 byla Praha zasažena stoletou povodní. Ani ta však nezastavila technický pokrok. Již o rok později se rozjela poprvé elektrická dráha na Letné. Velmi významnou akcí byla též Jubilejní zemská výstava, která se konala právě roku 1891 a představila nejmodernější technické vynálezy, otevřena byla také i Petřínská rozhledna a v souvislosti s ní i lanová dráha.
V roce 1893 bylo asanováno historické Staré město, hlavně pak židovské čtvrti, tj. Josefov. Hlavním důvodem pro asanaci byly samozřejmě špatné hygienické podmínky ve staletí starých domech i ulicích. Během přestaveb vznikly nové široké ulice, domy v secesním stylu.

## 1900–1918: Začátek 20. století
Začátek 20. století v Praze byl ve znamení technického pokroku zcela nesrovnatelného s předchozími obdobími. I když již Praha byla napojena na železniční síť již téměř 50 let, rozvoj neustával. V čtvrtích jako Smíchov či Libeň se budovaly nové průmyslové podniky, například samotná Libeň již byla roku 1901 připojena k městu a to se tak po dlouhé době rozrostlo o relativně velkou část svojí plochy (téměř na dvojnásobek).

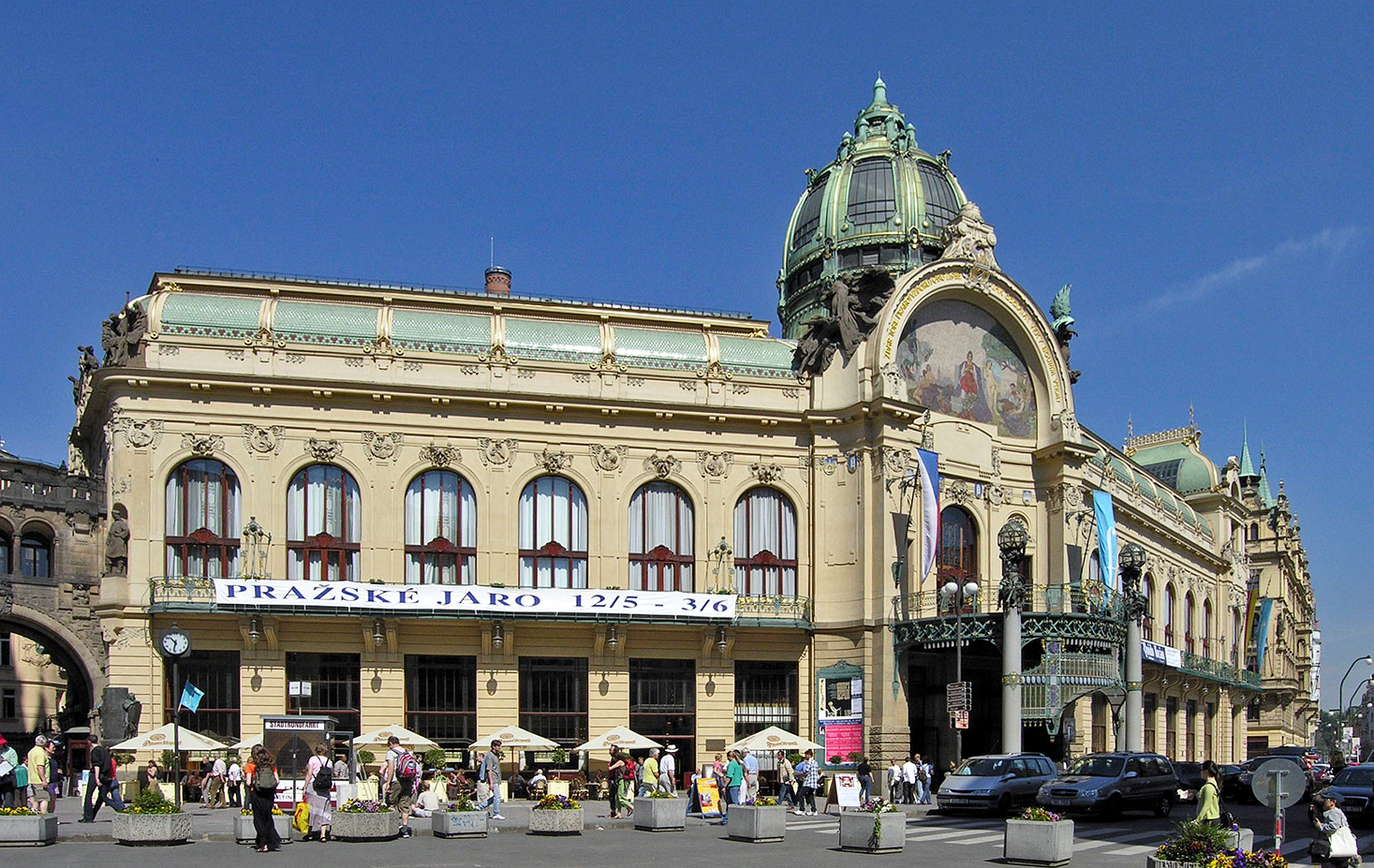
Obecní dům, jedna z nejvýznamnějších staveb prvního desetiletí 20. století

V letech 1905 až 1912 doplnil centrum Prahy na jeho druhém konci Obecní dům, ukázka vrcholu tehdejší secesní architektury. Zřizovány jsou také i nové sady (Dienzenhoferovy sady, Santoška, Riegrovy sady).
Spolu s rozvojem kultury (tj. divadel) přibývají i kina, která se stávají levnou lidovou zábavou. V samotném městě a jeho předměstích bylo již kolem roku 1910 celkem třináct kin. Do vývoje architektury Prahy také zasahuje i kubismus; postaven je Dům U Černé Matky Boží v Celetné ulici a pod Vyšehradem vzniká několik kubistických vil.

## 1918–1938: Praha jako hlavní město ČSR

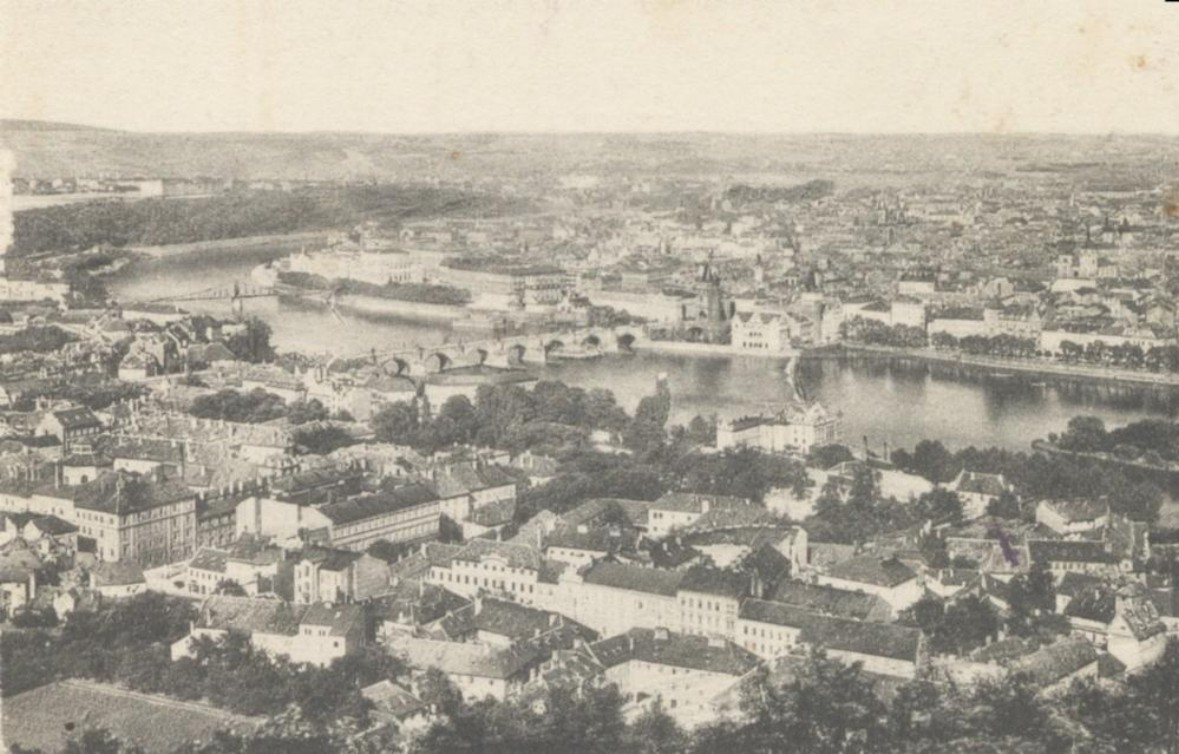
Pohled na Staré Město z doby před rokem 1914 (na místě Mánesova mostu je ještě řetězová Rudolfova lávka) na pohlednici z roku 1934

Po vyhlášení první republiky byly okamžitě ze všech ulic odstraněny symboly staré monarchie. Praha nadále pokračovala ve svém růstu v oblastech jakými jsou například Žižkov, Dejvice či Střešovice. 37 menších obcí bylo následně k metropoli roku 1922 připojeno, mezi nejvýznamnější se řadí například Vinohrady, Nusle či Smíchov.
V 20. letech v Praze jako v centru prosperujícího Československa probíhal bouřlivý rozvoj; rostly nové domy i nová divadla, projevila se i avantgarda a u nových staveb také funkcionalismus. Vznikla Velká Praha. Ve Kbelích začala přistávat první letadla. Václavské náměstí bylo v roce 1928 přestavěno a uzpůsobeno pro právě rostoucí automobilovou dopravu. Jeden ze symbolů města, Katedrála svatého Víta, Václava a Vojtěcha (tehdy jen katedrála sv. Víta) byla slavnostně dobudována v září 1929 (podle Josefa Mockera) k výročí 1000 let od zavraždění svatého Václava. Na Pražském hradě sídlil prezident T. G. Masaryk.
V třicátých letech metropoli zasáhla hospodářská krize; zprovozněno bylo ale mezinárodní letiště v Ruzyni a otevřen byl také i velmi známý obchodní dům Bílá Labuť. Kolem roku 1938 již počet obyvatel metropole přesahuje jeden milion.

## 1938–1945: Druhá světová válka
Od podzimu 1938 začali do metropole přicházet čeští uprchlíci z oblastí, které zabralo podle Mnichovské dohody Německo (tedy třetina území tehdejší ČSR).
15. března 1939 obsadila německá vojska město. Na pražský hrad přijel Adolf Hitler, konala se též i vojenská přehlídka.
V listopadu téhož roku vyšli do ulic čeští studenti, čemuž se postavila vládnoucí moc. Při akcích proti nim byl zabit jeden student, Jan Opletal. Následně byly uzavřeny všechny Vysoké školy na území protektorátu.
Za války bylo z Prahy odtransportováno do koncentračních táborů židovské obyvatelstvo, stejně jako cikánské (tehdejší běžné označení) a další její obyvatelé tzv. „méněcenných ras“.
V květnu 1942 přepadli dva výsadkáři kolonu zastupujícího říšského protektora Reinharda Heydricha a pokusili se o atentát v oblasti dnešní Vychovatelny. Přestože neuspěli, tak se jim podařilo protektora smrtelně zranit. Po smrti Heydricha začali vládnoucí Němci stupňovat proti české většině teror, na něm se podílely hlavně policejní složky.
5. května 1945 vypuklo Pražské povstání. Bojovalo se po celém městě, povstání pomohli i Vlasovci. Osvobození města přišlo za několik dní, ovšem podle dohod o demarkační čáře mezi spojenci z protihitlerovské koalice, musela Americká armáda zůstat u Plzně, zatímco Rudá armáda dorazila do Prahy až 9. května (v rámci tzv. Pražské ofenzívy).

## 1945–1974: Poválečný rozvoj
Během poválečné obnovy však začala mít stále větší vliv Komunistická strana Československa, která, díky deziluzi z předválečné situace a osvobození Rudou armádou, si získala relativně velkou oblibu. Ve městě proběhlo několik volebních kampaní (1946, 1948), i přes snahu středových a pravicových sil však komunisté ve volbách uspěli. A poté, co se dostali k moci, začali podnikat kroky k zestátňování podniků, či výstavbě nových velkých obytných souborů, oficiálně k zavádění socialistických vztahů.
Mezi ukázky moci tehdy vládnoucí Národní fronty s KSČ v čele lze považovat například také i známý Stalinův pomník; velké sousoší dělníků, rolníků a vojáků se Stalinem v čele na Letenské pláni, jedno z největších na světě.

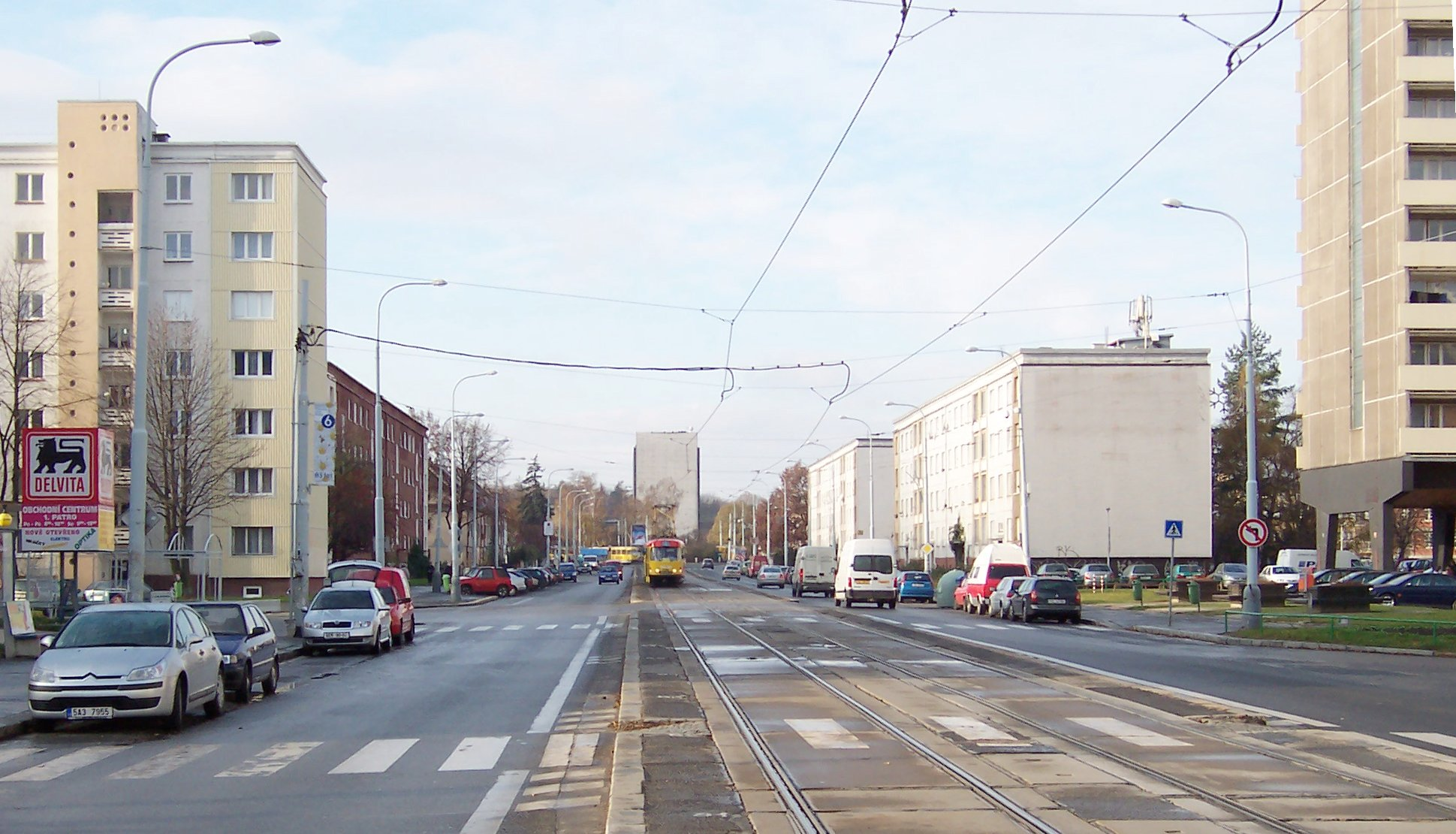
Petřinské sídliště

Roku 1960 nabylo platnost nové územně-správní rozdělení Prahy; navíc došlo k připojení dalších čtyř obcí. Zavedeny byly městské obvody Praha 1 až Praha 10, které v jisté podobě přežívají i na počátku 21. století. Podle územního plánu, schváleného v roce 1958 (vládní nařízení č. 254), začíná výstavba panelových sídlišť.
Rok 1968, který je dodnes považován za revoluční v celé Evropě, přinesl Praze nové změny. Došlo k uvolnění jistých nedemokratických vztahů ve společnosti (Pražské jaro), zrušena byla cenzura.
V noci z 20. srpna na 21. srpna 1968 začala město, jakož i celou zemi, obsazovat spojenecká vojska SSSR a dalších socialistických zemí, a to bez vědomí představitelů republiky. Na Ruzyňském letišti začaly přistávat sovětské vojenské letouny s bojovou technikou. Ve městě vypukl zmatek, někteří Pražané se pokusili postavit se okupačním silám na odpor, ten sice nakonec nevedl k úspěchu, ale trval ještě dlouhou dobu. Sovětští vojáci zaútočili na budovu Národního muzea v domnění, že se jedná o rozhlas, po celém městě způsobili síly Varšavské smlouvy vůbec velké škody. Následně se konal mimořádný sjezd KSČ ve Vysočanech, na které se však velká část delegátů strany nedostavila.

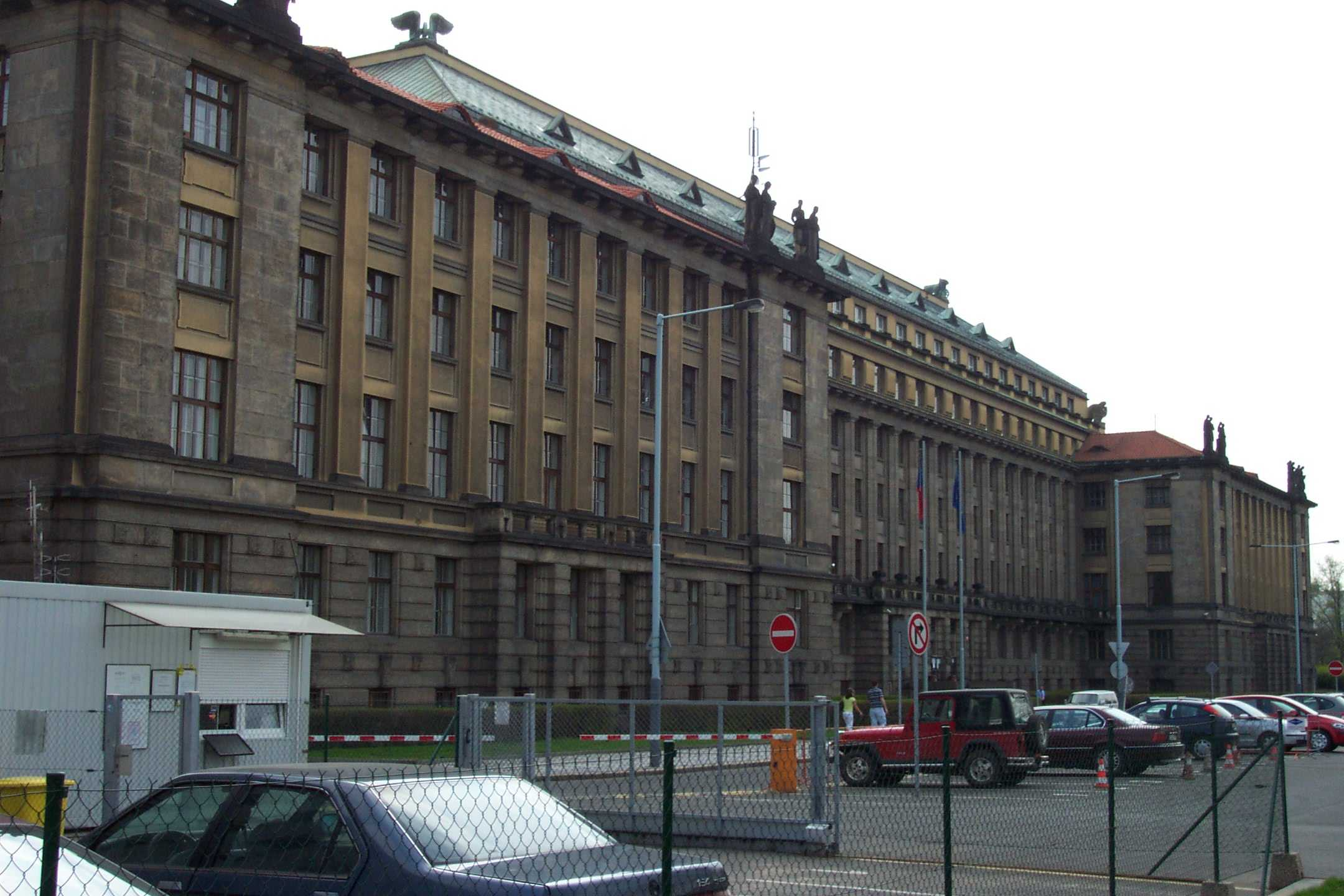
Současná budova Českých drah, dříve sídlo Komunistické strany Československa

V následujícím roce 1969 se Praha stala sídlem České socialistické republiky, tedy jedné z republik nově zřízené československé federace. V Praze tak zasedala federální i česká vláda. K výročí jednoho roku od okupace se upálil Jan Palach, dále také i Jan Zajíc a Evžen Plocek; vypukly opět rozsáhlé protesty. Tyto akce následně potlačila armáda, vedením KSČ následná legalizace těchto zásahů směřovala k počátku období, známého pod jménem normalizace (normalizace poměrů). Zavedena byla tuhá cenzura, mnoho lidí bylo z KSČ vyloučeno.
Ani takové změny však nezamezily rozvoji města, roku 1970 byly připojeny další čtyři obce ku Praze. V rámci výstavby metra a Severojižní magistrály byl také vybudován Nuselský most, v jehož tubusu právě podzemní dráha vede.

## 1974–1980: Československá metropole v dobách normalizačních přestaveb

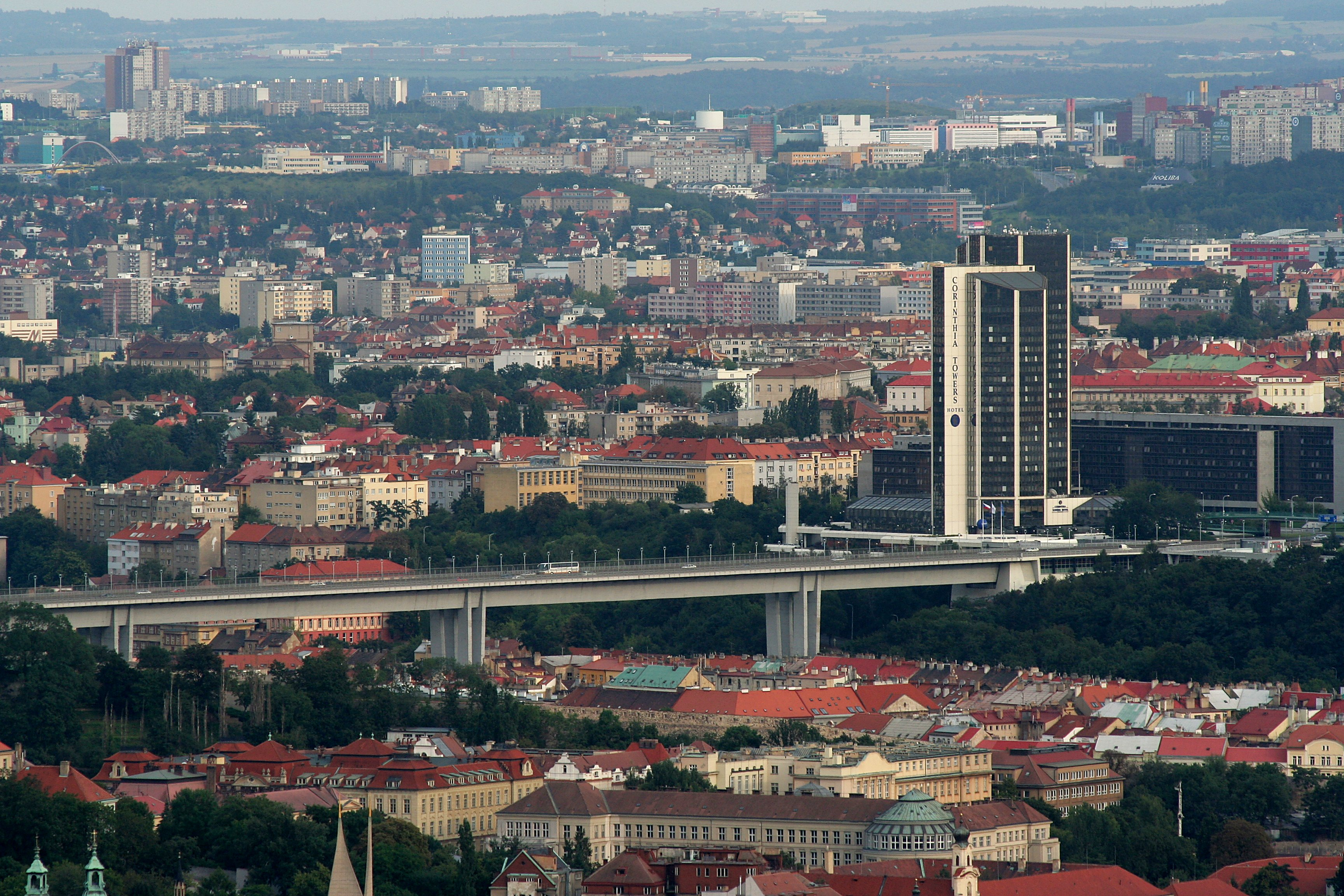
Nuselský most (dříve 1974-1989 Most Klementa Gottwalda) a hotel Corinthia Towers (dříve Hotel Forum), dvě stavby z časů pražských 70. a 80. let

Jaro a později léto roku 1974 se v dějinách Prahy projevilo mnoha změnami. 9. května k výročí 25 let od osvobození Česka a Slovenska bylo otevřeno metro a vyřazeny staré předválečné tramvaje. 1. července pak bylo připojeno dalších zhruba 30 obcí.
V politice celé země měla dominantní postavení KSČ; mnozí lidé se systémem jedné vedoucí strany a permanentní vládní koalice Národní fronty nesouhlasili. Praha tak byla jistým centrem odporu vůči režimu, který představovala v akademických a kulturních kruzích Charta 77, organizace spisovatelů, herců a dalších osob veřejného života, která vznikla právě v metropoli. Aby tehdejší vládnoucí moc manifestovala svojí odhodlanost a jednotu, založila tzv. Antichartu, jejíž velkolepý sjezd se ve městě o něco později též konal.
Tehdejší režim chtěl ukázat hospodářský rozvoj země a zároveň do jisté míry potlačit nespokojenost s nedostatkem spotřebního zboží. Po vzoru západoevropských zemí se tedy začaly v metropoli budovat velké obchodní domy; a to převážně u stanic metra. Měly být ukázkou tehdy nejmodernější československé architektury.

## 1980–1990: Ekonomický i společenský úpadek
Začátek 80. let probíhal ve znamení postupného úpadku, přestože oficiální údaje většinou poukazovaly na opak. Docházelo opět k mnohým přestavbám a změnám, hlavně v centru města. Na počátku 80. let bylo rekonstruováno Národní divadlo (znovuotevřeno roku 1983). Mezi další budovy z 80. let, jejichž význam v metropoli není zanedbatelný, patří například i Kongresové centrum Praha a další výškové objekty na pankrácké pláni. V této době se začalo také s výstavbou Žižkovského vysílače.

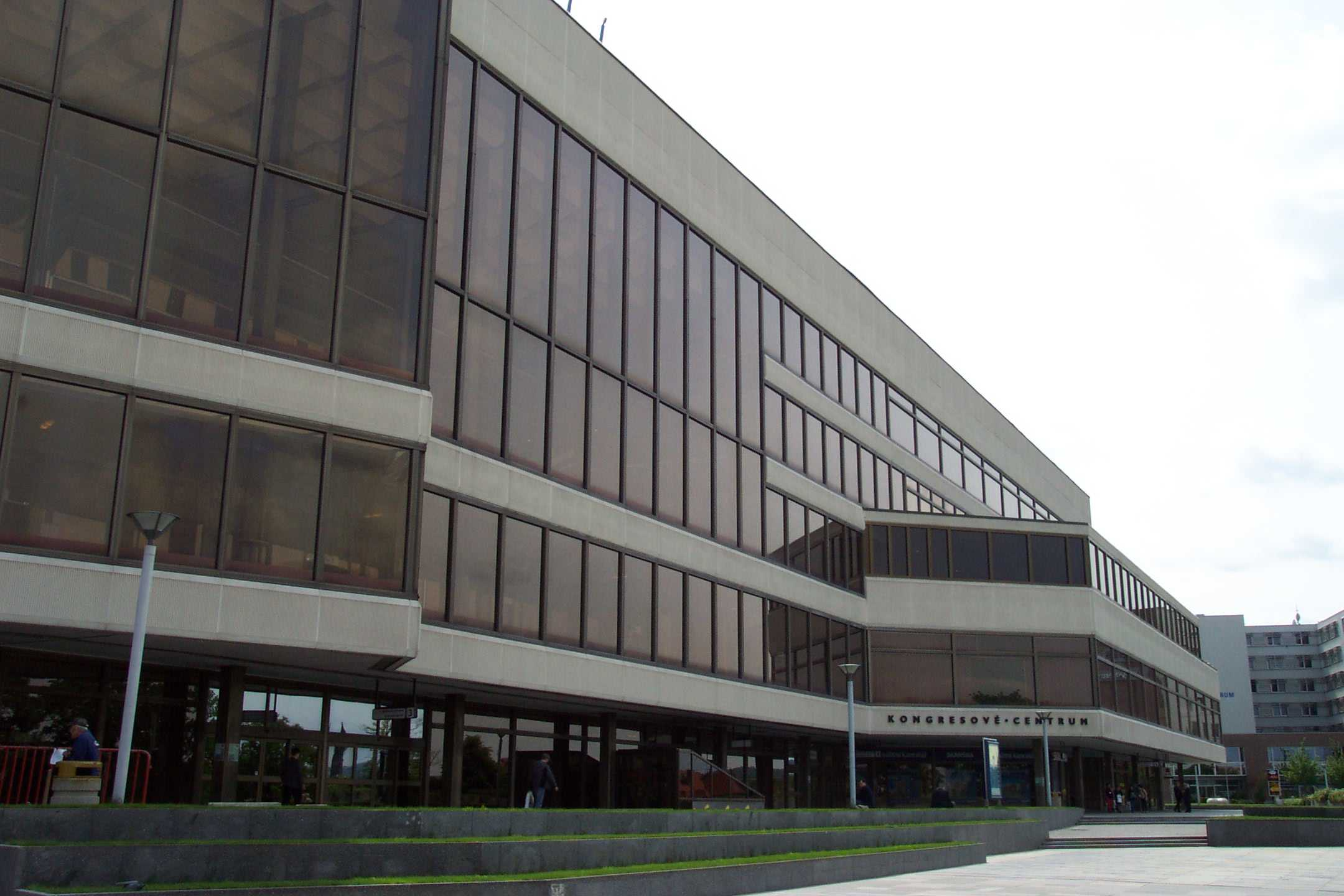
Kongresové centrum (dříve Palác Kultury) se stal jednou z nejvýznamnějších staveb 80. let v metropoli

Další rozsáhlou změnou byla rekonstrukce Václavského náměstí, při které byl vybudován středový pás zeleně. O další tři roky později následovala pěší zóna Na Můstku a Na Příkopě. Velkolepé plány do budoucna počítaly s přestavbou stárnoucích čtvrtí na sídliště, jejichž výstavba by se konala někdy v období XI. či XII. pětiletky (tedy na začátku 21. století).
V srpnu a v říjnu roku 1988 se začaly konat první demonstrace proti vládnoucí moci. Na Den lidských práv 10. prosince je oficiálně připuštěn první protest opozičních sil. To však k uklidnění situace nepřispělo, naopak protestů začalo přibývat. V lednu 1989 během tzv. Palachova týdne proběhlo demonstrací hned několik, proti protestujícím zasáhla tehdejší Veřejná bezpečnost. Protestující se shromažďovali hlavně na Václavském náměstí.
V listopadu a prosinci demonstrace protikomunistické opozice dosáhly vrcholu; impulzem se stal 17. listopad, kdy byl protestní pochod opozice (převážně studentů) na Národní třídě rozehnán silou jednotkami Veřejné bezpečnosti. Následných protestních shromáždění se účastnily statisíce lidí, do čela se dostali Václav Havel a Alexander Dubček. Začala sametová revoluce.

## 1990–2000 Praha v období po Sametové revoluci

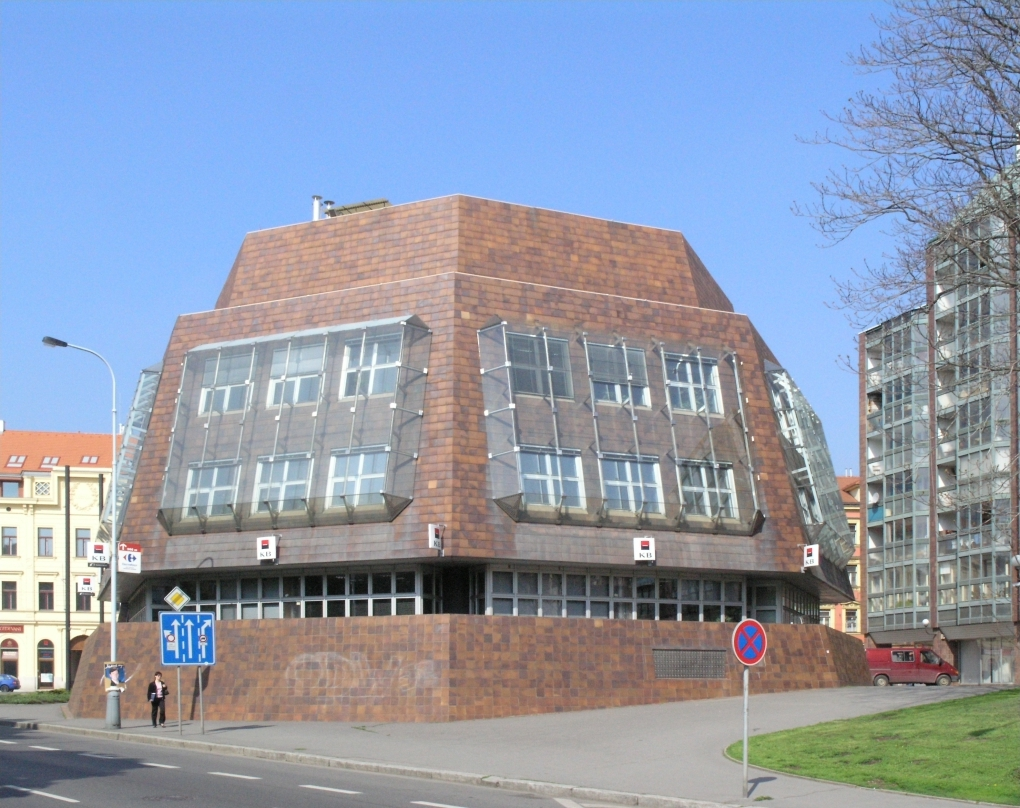
Budova Komerční banky od Karla Pragera z roku 1990. Vznikla jako náhrada zbořené při budování metra

Rok 1990 byl v Praze velikým zlomem. Jako první se začaly odstraňovat komunistické názvy ulic, náměstí, stanic metra, budov a další. Krátce před volbami v témže roce na Staroměstském náměstí vybuchla dosud neobjasněná nálož. Prahu ještě roku 1990 navštívili papež Jan Pavel II. a prezident Spojených států, George H. W. Bush.
Zastaveno bylo též i budování rozsáhlých panelových sídlišť (a samozřejmě neúnosný rozvoj dalších staveb, hlavně dopravních), pouze byly dokončeny rozestavěné projekty. Některé jiné stavby (například rozvoj rychlostních silnic a městské okruhy) byly přepracovány v souladu s novými nároky a požadavky.
Roku 1992 bylo historické centrum Prahy zapsáno do seznamu Fondu světového dědictví UNESCO; jedná se o jednu z mála městských památkových rezervací na světě s takovou rozlohou.
Počínaje rokem 1993 se stala Praha hlavním městem samostatné České republiky a jejích institucí. Otevřena byla pražská burza a začala též fungovat i Poslanecká sněmovna.
V roce 1995 byla zavedeno nové územněsprávní členění města, ve které získaly městské části jisté pravomoci a vznikla tak místní samospráva, na konci 90. let se začínají objevovat první obchodní centra západního stylu.

## 2000–2007 Praha na počátku 21. století

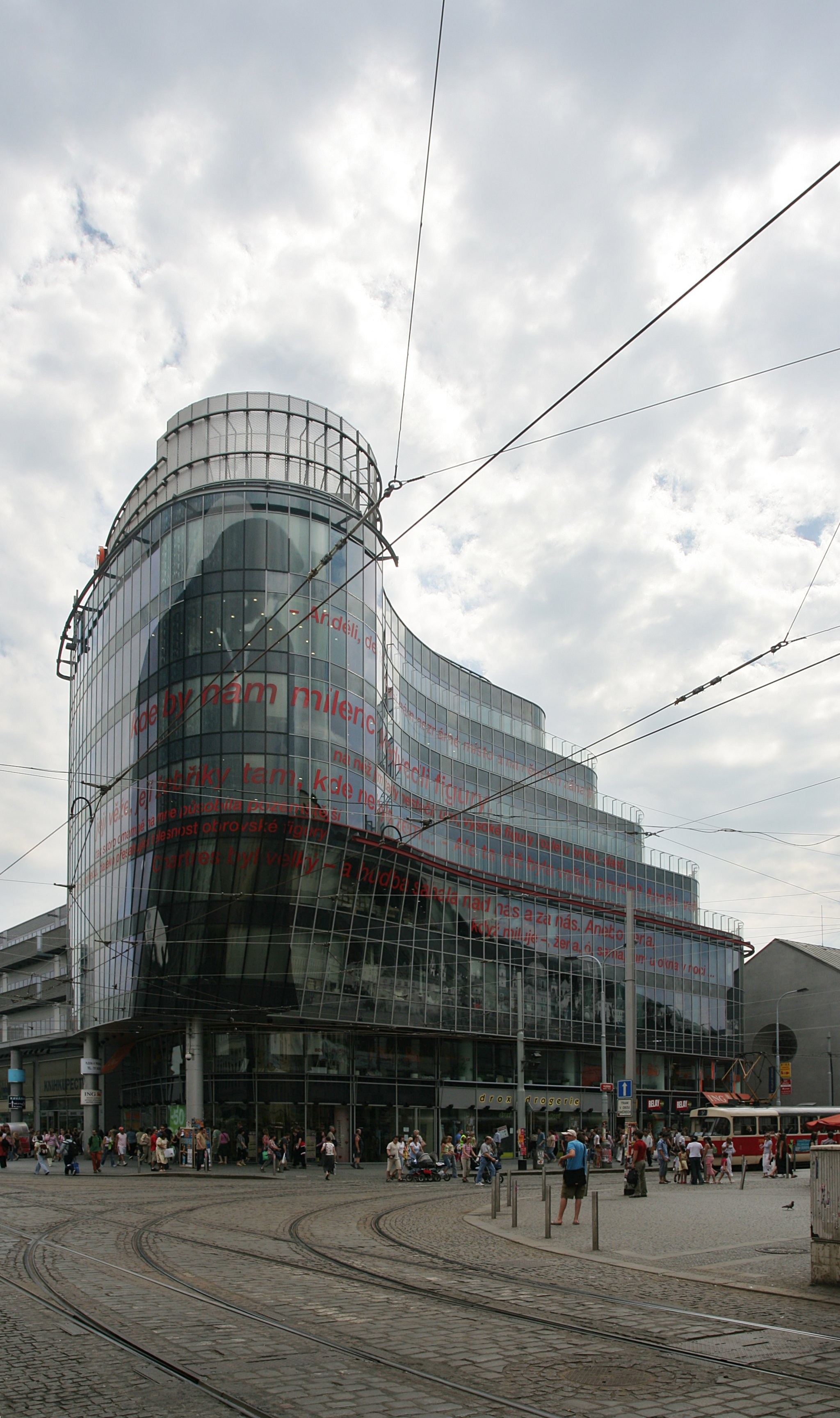
Budova Zlatý Anděl ze začátku 21. století

Pro rok 2000 byla Praha zvolena spolu s dalšími několika městy Evropským městem kultury, ze všech těchto měst však byla největší. Po celý rok se v metropoli tak konaly mnohé významné kulturní akce, jako například výstavy či divadelní představení.
V září téhož roku se konalo v Kongresovém centru zasedání Mezinárodního měnového fondu, pouliční střety antiglobalizačních demonstrantů (převážně cizinců) s policií trvaly sice celý týden, pouze v jediném dni však byla situace kritická.
V říjnu roku 2001 se opět na Vyšehradě konal summit, tentokrát hlav států Severoatlantické aliance. Od září proto město zažilo zesílená bezpečnostní opatření včetně vojenské ostrahy ambasád a Rádia Svobodná Evropa.
V srpnu 2002 zasáhla Prahu pětisetletá povodeň, během které byly postiženy pobřežní čtvrti; evakuován byl Karlín, dále došlo ke zřícení několika budov a zaplavení úseků metra. Nejvíce byl postižen Karlín, následovaly Holešovice. Díky některým protipovodňovým opatřením nedošlo k zaplavení staroměstských ulic.
V letech 2003 a i 2004 pokračovaly v Praze opravy povodňových škod a zlepšování obrany proti velké vodě. Po úspěšně zorganizovaném mistrovství světa v ledním hokeji roku 2004 v nové Sazka Areně ve Vysočanech začala metropole pomýšlet i na pořádání letních olympijských her; tato otázka samozřejmě rozdělila pražskou veřejnost na dva tábory a také se stala předmětem jistých politických debat či témat předvolebních kampaní.